# مفارقة الحلاق
مفارقة الحلاق هي تساؤل منطقي للفيلسوف البريطاني برتراند راسل، طرحه ضمن نظريته المتعلقة بالمجموعات الرياضية.

## المفارقة
لنفترض في مدينة ما يوجد «حلاق» يحلق فقط للأشخاص الذين لا يحلقون بأنفسهم،
السؤال: من يحلق للحلاق؟
 المفارقة تقول أن الحلاق يحلق فقط للذين لا يحلقون لنفسهم، وإذا اعتبرنا أن الحلاق يحلق لنفسه، فهو بذلك سيكون قد حلق لشخص يحلق لنفسه ! 

## في الأدب
في كتابه أليس في بلاد الألغاز ، كان لدى ريموند سموليان، وهو من علماء المنطق، شخصية همبتي دمبتي التي تفسر المفارقة الظاهرة لأليس. يجادل سموليان بأن المفارقة تشبه عبارة «أعرف رجلاً طوله خمسة أقدام وطوله ستة أقدام»، زاعمًا أن «المفارقة» هي مجرد تناقض وليست مفارقة حقيقية على الإطلاق، فالعبارتين أعلاه مستحيل حدوثهما سويا. من المفترض أن تنشأ مفارقة من عبارات معقولة ومتناسقة فيما يبدو؛ يقترح سموليان أن «القاعدة» التي يفترض أن يتابعها الحلاق هي أكثر سخفا من أن تبدو معقولة.
كما تم ذكر التناقض عدة مرات في رواية ديفيد فوستر والاس الأولى، «مكنسة النظام»، بالإضافة إلى المعلومات بقلم جيمس جلايك. في فضاء الزمن لجريجوري بينفورد مكتوب على لافتة متجر للحلاقة، «باريت على استعداد لحلق كل، وفقط، الرجال غير الراغبين في حلق أنفسهم».